# Аверара
Аверара (італ. Averara) — муніципалітет в Італії, у регіоні Ломбардія, провінція Бергамо.
Аверара розташована на відстані близько 510 км на північний захід від Рима, 70 км на північний схід від Мілана, 33 км на північ від Бергамо.
Населення — 189 осіб (2014).
Щорічний фестиваль відбувається 27 липня. Покровитель — святий Пантелеймон.

## Демографія
Населення за роками:

Станом на 1 січня 2023 року в муніципалітеті офіційно проживало 18 іноземців з 6 країн, серед них 14 громадян країн Євросоюзу.

## Сусідні муніципалітети
- Альбаредо-пер-Сан-Марко
- Бема
- Джерола-Альта
- Меццольдо
- Ольмо-аль-Брембо
- Санта-Бриджида